# Талісман (роман, 1984)
«Талісман» (англ. The Talisman) — роман у жанрі фентезі Стівена Кінга , написаний у співпраці з Пітером Страубом 1984 року.

## Сюжет
12-річний хлопчик Джек Соєр їздить країною зі своєю матір'ю, колишньою акторкою Лілі Кевінью-Соєр, яка переховується від колеги її покійного чоловіка, Моргана Слоута, який вимагає підписати деякі папери. Коли мати з сином селяться в Новій Англії, в пустому готелі «Альгамбра», Джек знайомиться зі старим афроамериканцем Спіді Паркером («Наглядачем Територій»), який колись врятував Джека від викрадення. Хлопчик і Морган стають друзями, і скоро Спіді розповідає Джекові про Долини — чарівне місце, до якого можна перенестися випивши неприємну на смак рідину, і в якому у багатьох людей є свої аналоги («Двійники»). Спіді знає, що мати Джека, в Долинах є королевою Лаурою де Луїзіан і помирає від раку, тому переконує хлопчика відправитися через всю Америку, щоб добути деякий Талісман, який здатен врятувати Лілі від смерті. Поговоривши з матір'ю і взявши у Спіді пляшку з необхідною для переміщення рідиною і гітарний медіатор, Джек відправляється в дорогу. Виявляється, що Морган Слоут становить для нього серйозну загрозу в обох світах.
Після переміщення в Долину, Джек знаходить палац, в якому зустрічає капітана Фаррена. Спіді наказав показати Фаррену акулячий зуб — те, чим є в Долинах гітарний медіатор — і капітан згоджується допомогти Джеку. Він таємно проводить його до палацу і показує королеву Долин Лауру де Луїзіан, що також помирає, після чого говорить Джекові, що йому потрібно йти на захід то того, як з'явиться Морган Орріс — двійник Моргана Слоута. Дорогою Джек мало не гине від м'ясоїдних дерев, ховаючись від екіпажу прислужника Моргана. Він рятується шляхом переміщення в Америку, вживши зілля Спіді.
Подорожуючи своїм світом, Джек деякий час працює на фермі, згодом потрапляє в селище Оутлі, де влаштовується працювати в бар «Оутлійська проблка». Хазяїн бару Смоукі Апдайк, виявився доволі хитрим і сильним, він змушує Джека працювати на нього за низьку платню. Хлопець позбавлений можливості піти. Проте найбільше його лякає дивний відвідувач, який виявляється перевертнем Елроєм, що служить Морганові і ледь не вбиває Джека при спробі останнього втекти від Апдайка. Джеку знову щастить і він встигає випити зілля, таким чином втікає від Елроя. В Долинах він потрапляє на ринок, де знайомиться з добрим продавцем килимів, який дарує Джеку чарівне дзеркало і тим самим підбадьорює юного мандрівника. Джек продовжує шлях, переходячи з одного світу в інший. Виявляється, що переходи можуть погано впливати на події в Долинах і в нашому світі — так, наприклад, через одне переміщення Джека в місті Анголи від землетрусу гине декілька людей. Дізнавшись про це, Джек приходить у відчай, проте сліпий музикант на ймення Сніжок втішає хлопчика, навчаючи його переміщенню між світами без допомоги зілля.
Ледь не зіткнувшись з Морганом Слоутом, що переслідує його, Джек знову опиняється в Долинах, де знайомиться з незвичайним пастухом — молодим добрим перевертнем Вульфом. Джек і Вульф стають друзями, але Морган знаходить Джека і мало не знищує його за допомогою чарівного громовідводу. Тікаючи, Джек допиває зілля і потрапляє до Америки разом з Вульфом, який від цього зовсім не в захваті: тутешні запахи діють на нього несприятливо, поступово вбиваючи. Відданий, але дурнуватий Вульф завдає чимало проблем Джекові, особливо тоді, коли над ним бере владу Місяць: Джеку доводиться бути замкненим у темному сараї три дні і три ночі, допоки Вульф не може себе контролювати і знаходиться в образі чудовиська.
Звільнившись, Джек разом з Вульфом продовжують свій шлях. Тепер їхньою метою є Спринґфілд, штат Іллінойс — там проживає найкращий друг Джека, син Моргана Річард Слоут, але на території штату Індіана друзів затримує поліцейський і відправляє їх спочатку до місцевого судді, а потім до «Сонячного Дому», яким керує якийсь Гарднер. «Сонячний Дім» позиціонується як школа з релігійним ухилом, насправді будучи подобою в'язниці з жорстокими порядками. Як з'ясовується, вибратися з «Дому» майже неможливо. Ферді Янклоф, новий знайомий Джека, гине за невідомих обставин, коли намагається вибратись звідти. Стан погіршують місцеві наглядачі, набрані Гарднером зі старших хлопців, особливо два новачки не до вподоби Сонні Зінґеру і Гектору Басту. Коли Джека б'ють, Вульф стискає руку Гектора з такою силою, що вона перетворюється в кашу, за що потрапляє до карцеру. Гарднер погрожує не випускати Вульфа допоки Джек не розповість, де вони раніше бачились, але, побоюючись залучення уваги, до вечора випускає перевертня. Зінґерові, Басту та іншим наглядачам в особі Педерсена, Уоріка, Кейсі і Боба «Стручка» Пібоді дозволяється знущатися з Джека і Вульфа, Гарднер же практикує на Джеку навмисні тортури руками все тих самих наглядачів. Джекові набридає терпіти приниження і він разом з Вульфом силою волі переміщається з душової кімнати «Будинку Сонячного Світла» у Долини, але в них виявляється ще гірше: тамтешній аналог «Дому» — шахта, на якій тролі знущаються над працівниками, доводячи їх до знемоги (в одному з них Джек впізнає Ферда). Друзі переміщуються назад і потрапляють до рук Сонні та інших. Джекові і Вульфові вдається побити деяких ворогів, але їх виявляється більше. В результаті Вульф знову потрапляє до карцеру, а тортури Джека стають ще більш нестерпними. Коли Вульф знову перетворюється на монстра, то Гарднер, що очікує приїзду Моргана, втікає з «кімнати тортур», залишивши Джека, Зінґера, Воріка і Кейсі. Розлючений Вульф виривається з карцеру і вбиває Педерсена, Гектора Баста та декількох інших хлопців. Добравшись до таємного кабінету Гарднера, Вульф розриває звукооператора Кейсі і відриває руку Сонні Зінґерові. Але Зінґер перед смертю встигає вистрелити у Вульфа декілька разів, і той помирає на руках у Джека.
Вибравшись з «Будинку Сонячного Світла», Джек продовжує свій шлях. Добравшись до Спринґфілду, він знаходить Річарда Слоута і розповідає йому свою історію. Річард йому не вірить, бо в дитинстві переніс важку психологічну травму, побачивши, куди перемістився його батько при черговій вилазці в Долини. Раптово вся школа, де Річард жив і вчився, неначе вимирає. Двір у ній наводнюють перевертні, спраглі зловити Джека, але не здатні потрапити всередину, так як друзі забарикадувалися. Річард розпочинає поступово сходити з розуму, вважаючи все, що відбувається сновидінням.
Уже разом проїхавши на поїзді, через прокляті землі. Джеку з Річардом вдається перебити в тренувальному таборі рекрутів-монстрів. І успішно втекти звідти до звичайниого світу до прибуття Моргана.
Діставшись «Чорного готелю», Джек виявляє, що отримати Талісман не так вже й легко через викривлення простору, оскільки готель знаходиться на перетині двох світів. Нелегкими зусиллями йому все ж вдається здобути Талісман. За допомогою нього він знищує своїх ворогів та лікує друзів. Коли він повертається назад до матері і зцілює її, в паралельному світі виліковується Королева. Після чого Талісман зникає.

## Переклад українською
Вперше переклад українською з'явився у 2016 році у видавництві КСД у перекладі Анатоля Пітика та Катерини Грицайчук.